# 王学成
王学成（1962年6月—），男，汉族，宁夏中卫人，中华人民共和国政治人物，现任民盟中央常委、民盟广东省委主委、广东省人大常委会副主任。

## 生平
2008年，当选第十一届全国政协委员，代表社会科学界，分入第三十二组。2018年1月，当选为广东省人大常委会副主任。2023年1月13日，当选广东省政协副主席。